# Hakkō ichiu

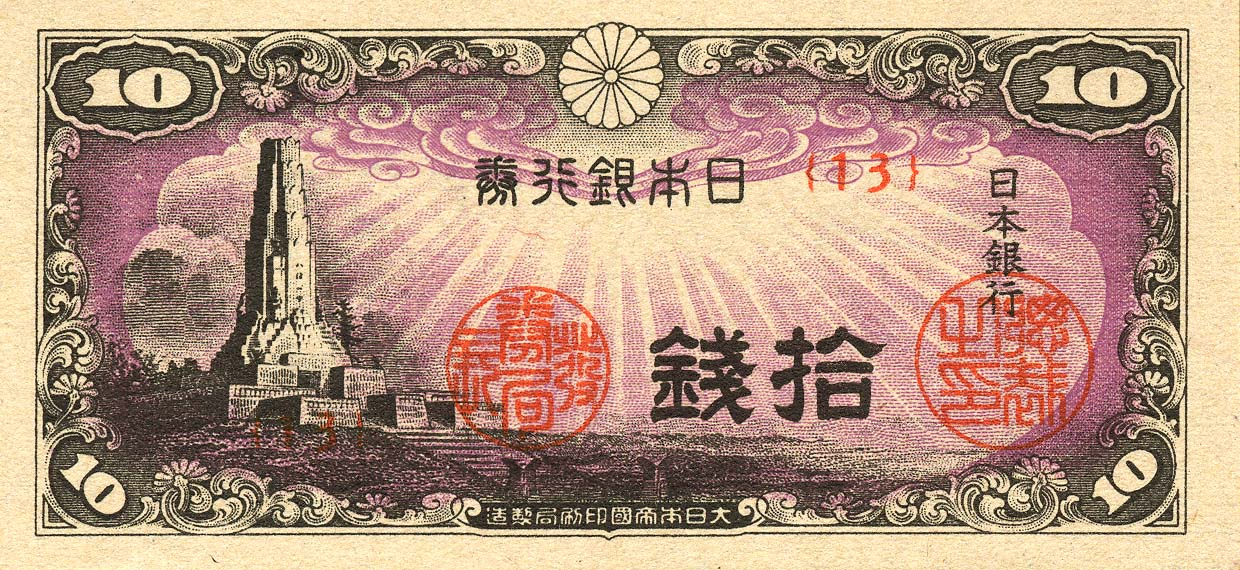
Billet de banque japonais de 10 sens d'avant-guerre représentant le monument au Hakkō ichiu érigé à Miyazaki.

Hakkō ichiu (八紘一宇, littéralement « huit cordons de la Couronne, un toit », à savoir « tout le monde sous un même toit ») est un slogan politique de l'empire du Japon utilisé de la guerre sino-japonaise (1937-1945) à la Seconde Guerre mondiale et popularisé dans un discours du Premier ministre du Japon Fumimaro Konoe le 8 janvier 1940.

## Concept
Le terme hakkō ichiu est inventé au début du XXe siècle par l'activiste et nationaliste Tanaka Chigaku de la secte bouddhiste Nichiren qui le façonne à partir de fragments d'une déclaration attribuée par la chronique Nihon shoki au légendaire premier empereur du Japon Jinmu à l'époque de son ascension. La déclaration complète par l'empereur Jinmu indique : Hakkō o ooute ie to nasan (八紘を掩うて宇と為さん), ou dans l'original kanbun japonais : 掩八紘而爲宇 et signifie : « Je couvrirai les huit directions et en ferai ma demeure. » Le terme hakkō (八紘, « huit cordons de la Couronne »), est une métaphore pour happō (八方, « huit directions »).
Ambiguë dans son contexte original, Tanaka interprète la déclaration attribuée à Jimmu en ce sens qu'il a été divinement ordonné au pouvoir impérial de s'étendre jusqu'à ce qu'il unisse le monde entier. Alors que Tanaka considère cet achèvement comme résultant de l'autorité morale de l'empereur, beaucoup de ses disciples sont moins pacifistes dans leurs perspectives, en dépit de quelques intellectuels, conscients des implications et réactions nationalistes inhérentes à ce terme. Koyama Iwao (1905-1993), disciple de Nishida,  propose l'interprétation « Être inclus ou trouver un endroit ». Cette interprétation est rejetée par les milieux militaires de la droite nationaliste.

## Développement de l'expansionnisme

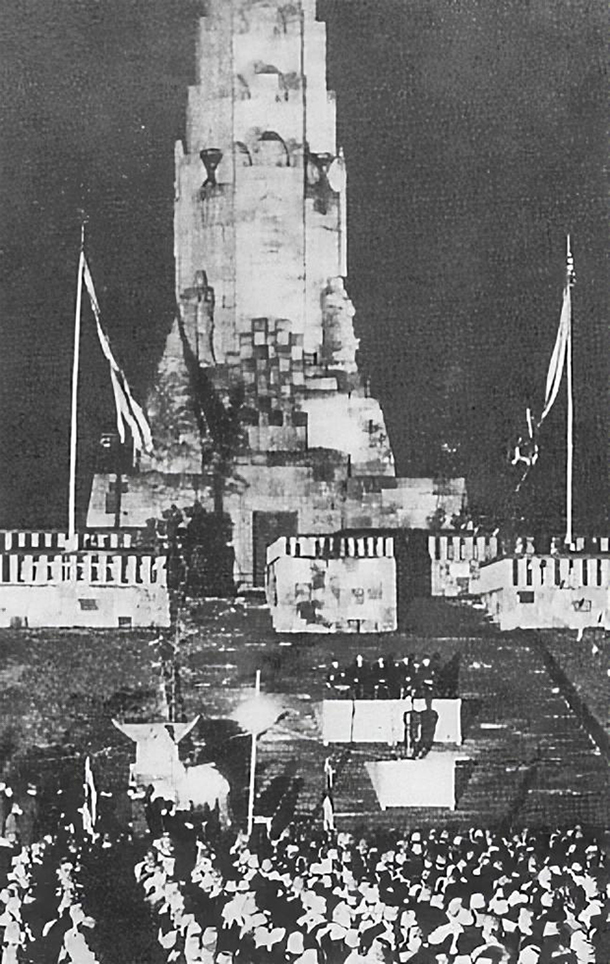
Cérémonie de fondation du monument Hakko ichiu le 3 avril 1940. La calligraphie de Hakkō ichiu par le prince Yasuhito Chichibu est gravée sur sa façade.

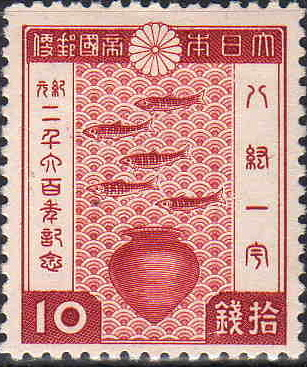
Timbre japonais de dix sens d'avant-guerre illustrant le Hakkō ichiu et le 2 600e anniversaire du pays.

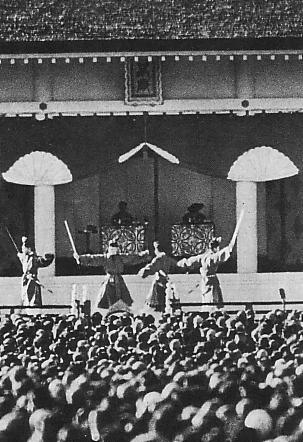
L'empereur Shōwa et l'impératrice Kōjun président la célébration du 2 600e anniversaire de la fondation mythique de l'Empire en novembre 1940.

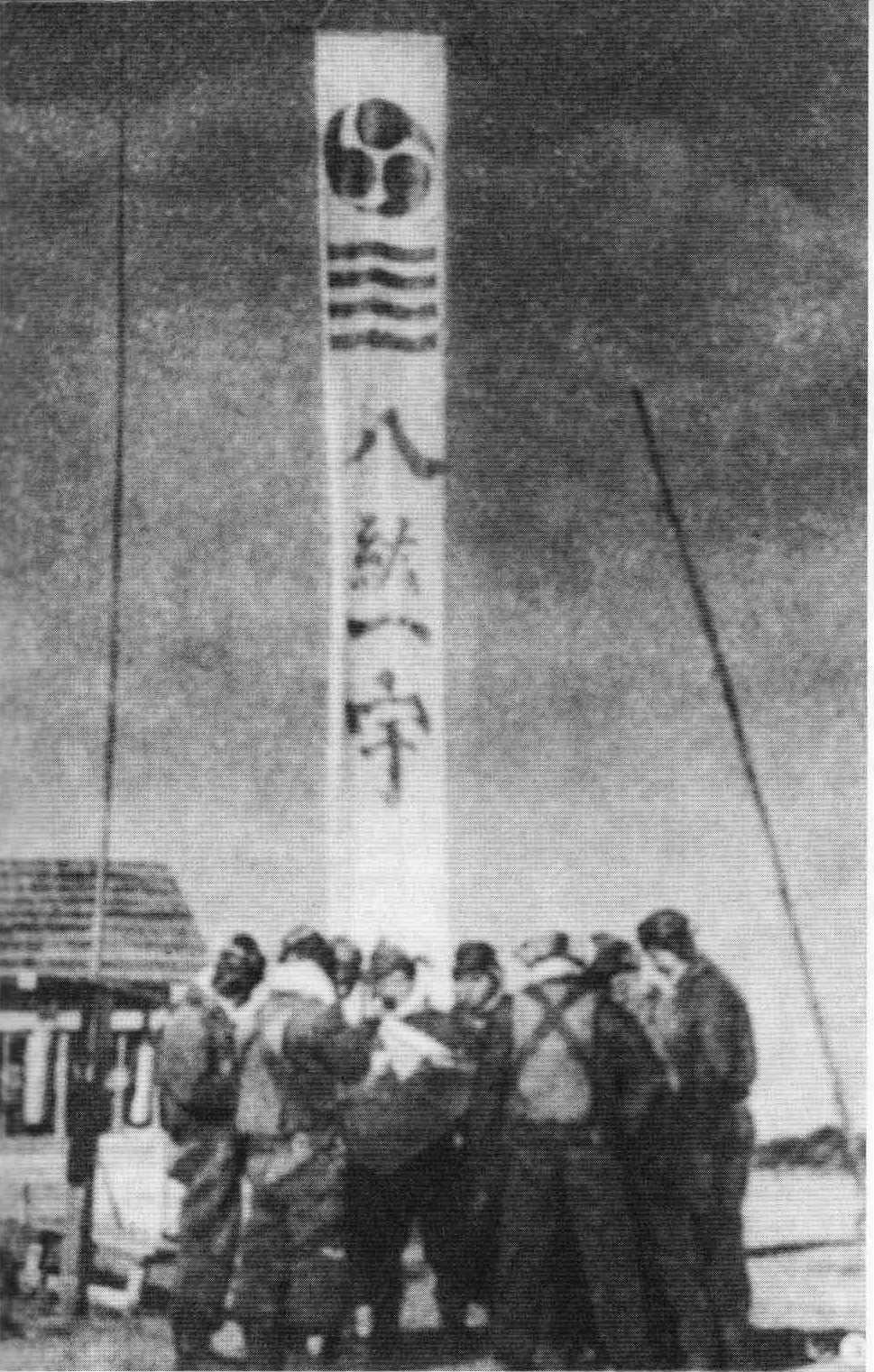
Pilotes japonais réunis sous le drapeau du Hakkō ichiu durant la guerre du Pacifique.

L'impact économique de la crise financière Shōwa et de la Grande Dépression entraîne dans les années 1930 une résurgence des mouvements nationalistes, militaristes et expansionnistes. L'empereur Shōwa et son règne sont associés à la redécouverte du Hakkō ichiu comme élément expansionniste de croyances nationalistes japonaises. Les traités de limitation navales de 1922, et surtout de 1930, sont considérés comme une erreur de par leur effet imprévu sur les luttes politiques internes au Japon et fournissent un catalyseur externe de motivation qui incite les éléments militaristes et réactionnaires à des actions désespérées qui accablent finalement les éléments civils et libéraux dans la société
L'évolution du Hakkō ichiu sert d'indicateur décisif de changement dans les relations entre factions au cours de la décennie suivante.
Le terme Hakkō ichiu n'est pas d'usage courant avant 1940 lorsque le second cabinet Konoe émet un livre blanc intitulé « Politique nationale fondamentale » (基本国策要綱, Kihon kokusaku yōkō), qui commence par ces mots et dans lequel le Premier ministre Konoe proclame que l'objectif fondamental de la politique nationale du Japon est « l'établissement de la paix mondiale en conformité avec l'esprit même dans lequel notre nation a été fondée » et que la première étape est la proclamation d'un « nouvel ordre en Asie de l'Est » (東亜新秩序 (ja), Tōa shin chitsujo), qui plus tard prend la forme de la « Sphère de coprospérité de la grande Asie orientale ». Dans la forme la plus magnanime, le terme est utilisé pour désigner la réalisation d'une fraternité universelle mise en œuvre par le particulièrement vertueux Yamato. Parce que cela amène les gens sous la bienveillance paternelle de l'empereur, la force est justifiée contre ceux qui résistent.
L'année 1940 est déclarée être le 2 600e anniversaire de la fondation du Japon en partie dans la célébration du Hakkō ichiu.

## Seconde Guerre mondiale
Comme la guerre sino-japonaise (1937-1945) traîne en longueur sans conclusion prévisible, le gouvernement japonais se tourne de plus en plus vers le capital spirituel de la nation pour maintenir l'esprit de combat.
La caractérisation du combat comme une « guerre sainte » (聖戦, seisen) et l'assimilation de façon similaire du conflit actuel au début sacré de la nation, apparaissent de façon de plus en plus manifeste dans la presse japonaise de l'époque. En 1940, l'Association de soutien à l'autorité impériale est fondée afin d'apporter un soutien politique à la guerre du Japon en Chine.
La généralisation du terme Hakkō ichiu, qui résume parfaitement ce point de vue de l'expansion tel qu'exigée par l'origine divine du Japon, est en outre encouragée par les préparatifs de la célébration du 2 600e anniversaire de l'ascension de Jinmu, qui tombe en 1940 selon la chronologie traditionnelle. Des histoires racontent que Jinmu, ayant trouvé cinq races au Japon, en a fait tous ses membres « frères d'une même famille ».

### Objets de la propagande
Dans le cadre de l'effort de guerre, la propagande japonaise comprend des phrases telles que l'« Asie pour les Asiatiques ! » et met l'accent sur la nécessité perçue de libérer les pays d'Asie des puissances impérialistes. L'incapacité à gagner la guerre en Chine est imputée à l'exploitation britannique et américaine des colonies d'Asie du Sud, même si les Chinois reçoivent beaucoup plus d'aide de l'Union soviétique. Dans certains cas, les populations locales accueillent les troupes japonaises quand elles les envahissent, chassant les puissances coloniales britanniques, françaises et autres.
L'interprétation officielle du Hakkō ichiu est « fraternité universelle ». Ce slogan devient utilisé dans ce même contexte propagandiste par les Japonais. « Les Japonais sont égaux aux Caucasiens mais, pour les peuples de l'Asie, nous agissons en tant que chef. » Par conséquent le Hakkō ichiu est destiné à désigner l'harmonie raciale et l'égalité. En général cependant, la brutalité et le racisme ultérieurs des Japonais amènent les peuples des territoires occupés à considérer les nouveaux impérialistes asiatiques comme étant égaux ou bien pires que les impérialistes occidentaux. Le gouvernement japonais ordonne que les économies locales soient dirigées strictement pour la production de matières premières de guerre pour les Japonais.
Après la déclaration de guerre du Japon aux Alliés de la Seconde Guerre mondiale en décembre 1941, les gouvernements alliés produisent plusieurs films de propagande citant le Hakkō ichiu comme preuve que les Japonais visent à conquérir le monde entier.

### Jugement des Alliés
Le Hakkō ichiu signifiait le rapprochement des quatre coins du monde sous un même souverain ou la construction du monde en une famille. C'était l'idéal présumé de la fondation de l'Empire et dans son contexte traditionnel ne signifiait rien de plus qu'un principe universel d'humanité en fin de compte destiné à se répandre dans tout l'univers. La voie vers la réalisation du Hakkō ichiu est celle de la règle bénigne de l'Empereur et donc le « chemin de l'Empereur » — ou la « voie impériale » — était un concept de vertu et une maxime de conduite. Le Hakkō ichiu est le but moral et la loyauté envers l'Empereur est le chemin qui y conduit. Tout au long des années qui ont suivi, les mesures d'agression militaire préconisées au nom du Hakkō ichiu ont fini par devenir les symboles de la domination du monde par la force militaire.

## Révisionnisme historique
Depuis la fin de la guerre du Pacifique, il a été noté que certains activistes mettent en valeur le slogan Hakkō ichiu dans le cadre d'un contexte de révisionnisme historique.